# شلاق (فیلم ۱۳۵۲)
شلاق (فیلم) فیلمی به کارگردانی  و نویسندگی منوچهر قاسمی ساختهٔ سال ۱۳۵۲ است.

## بازیگران
- ایرج قادری
- عبداله بوتیمار
- ارغوان
- مینوش
- یدالله محمدی‌نژاد
- مهدی لواسانی
- اصغر سنجری
- محمود پیراسته
- داریوش اسدزاده
- چنگیز
- اسماعیل شیرازی
- علی علیپور